# Silberlack-Krokus
Der Silberlack-Krokus (Crocus versicolor) ist eine Pflanzenart aus der Gattung der Krokusse (Crocus).

## Merkmale

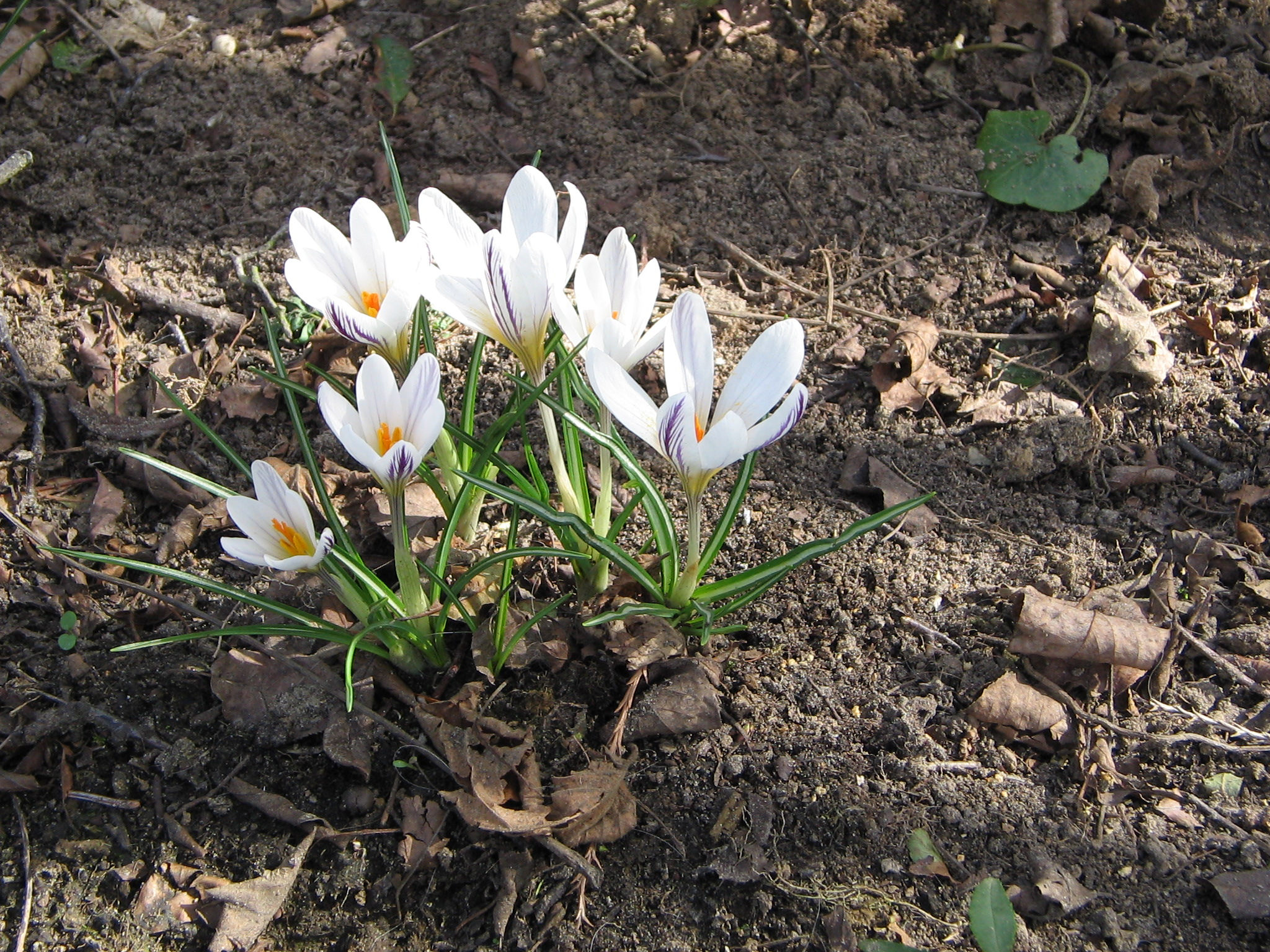
Crocus versicolor Sorte Picturatus

Der Silberlack-Krokus ist ein ausdauernder Knollen-Geophyt, der Wuchshöhen von 5 bis 9 Zentimeter erreicht. Die Blätter sind 1,5 bis 3 Millimeter breit, graugrün und weniger lang als die Blüten. Der Schlund ist in der Regel zart gelblich. Die Blüten duften. Die Perigonzipfel messen 25 bis 35 (selten bis 40) × 7 bis 11 Millimeter. Die Staubbeutel sind ebenso lang wie die Staubfäden.
Die Blütezeit reicht von März bis April.

## Vorkommen
Der Silberlack-Krokus kommt in Nordwest-Italien und in Südost-Frankreich in den Départements Alpes-Maritimes, Hautes-Alpes und Var vor. Die Art wächst in Garrigues sowie offenen Kiefern- und Laubwäldern auf Kalk in Höhenlagen von 100 bis 1600 Meter.

## Nutzung
Der Silberlack-Krokus wird selten als Zierpflanze für Steingärten genutzt. Die Art ist seit spätestens 1574 in Kultur. Die am meisten kultivierte Sorte ist 'Picturatus' mit weißen Perigonblättern, die auf der Außenseite 3 violette Streifen aufweisen.

## Krankheiten
Der Rostpilz Puccinia croci befällt den Silberlack-Krokus und kam früher in Mitteleuropa im Jura vor, ist aber zurzeit verschollen.

## Belege
- Eckehart J. Jäger, Friedrich Ebel, Peter Hanelt, Gerd K. Müller (Hrsg.): Rothmaler Exkursionsflora von Deutschland. Band 5: Krautige Zier- und Nutzpflanzen. Spektrum Akademischer Verlag, Berlin Heidelberg 2008, ISBN 978-3-8274-0918-8.